# Birchova a Swinnerton-Dyerova domněnka
Birchova a Swinnerton-Dyerova domněnka popisuje soubor racionálních řešení rovnic definujících eliptickou křivku. Je to otevřený problém v oblasti teorie čísel a je široce uznáván jako jeden z nejnáročnějších matematických problémů, který je zároveň jedním ze sedmi problémů tisíciletí uvedených v seznamu Clay Mathematics Institute, který nabídl cenu 1 000 000 USD za první správný důkaz.
Domněnka je pojmenována po matematicích Bryan Birchovi a Peter Swinnerton-Dyerovi, kteří ji vyvinuli během první poloviny šedesátých let s pomocí strojového výpočtu. K roku 2019 byly prokázány pouze určité části domněnky. Tímto problémem se profesně zabýval např. český matematik Jan Nekovář.
Tato domněnka tvrdí, že pro jistý typ rovnic existuje relativně jednoduchý způsob, jak určit, zda má daná rovnice konečný, nebo nekonečný počet řešení v racionálních číslech. Pro obecné diofantické rovnice bylo důkazem Matijasevičovy věty prokázáno, že nelze dokonce ani určit, zda rovnice má vůbec nějaké řešení.